# György Kurtág
György Kurtág (Lugoj, 19 febbraio 1926) è un compositore ungherese.

## Biografia
György Kurtág nacque in Romania, nella regione del Banato, da genitori ungheresi nel 1926 e si trasferì in Ungheria, a Budapest, nel 1946. Ivi frequentò la rinomata Accademia di musica Ferenc Liszt, dove ebbe la possibilità di conoscere sia sua moglie Márta Kinsker, studentessa di pianoforte, sia György Ligeti, con il quale strinse subito una forte amicizia. All'epoca i suoi insegnanti furono Pál Kadosa (pianoforte), Sándor Veress e Ferenc Farkas (composizione) e Leó Weiner (musica da camera) — e già in gioventù Béla Bartok fu il suo compositore di riferimento. Dopo aver ricevuto la cittadinanza ungherese nel 1948, si diplomò in pianoforte e musica da camera nel 1951 e in composizione nel 1955. In seguito alla rivoluzione ungherese del 1956, egli fu costretto a rifugiarsi con Márta a Parigi, ove ebbe la possibilità di studiare con Olivier Messiaen e Darius Milhaud. La sua fuga in Francia fu dovuta al rifiuto dei rigidi dettami estetici imposti dal governo di János Kádár: molti lavori di Bartók, di Arnold Schönberg, nonché la quasi totalità dei lavori di Igor' Fëdorovič Stravinskij, furono infatti vietati in quanto in contrasto con i principi del comunismo.
Fra il 1960 e il 1968 lavorò come maestro accompagnatore presso l'Orchestra filarmonica nazionale di Budapest e nel 1967 ricevette la cattedra di pianoforte — in seguito, e sino al 1993, insegnò anche musica da camera proprio nel prestigioso istituto in cui si era formato. Durante la sua permanenza all'Accademia Ferenc Liszt in qualità di docente annoverò, tra gli altri, allievi come András Schiff e Zoltán Kocsis.

## La fama
Acquisì, intorno alla metà degli anni settanta, la fama internazionale con Messages of the Late Miss R.V. Troussova per soprano e orchestra da camera. Nel 1993 vinse il Premio Herder. Fu invitato dai Berliner Philharmoniker come compositore in sede dal 1993 al 1995, e per lo stesso ruolo anche dall'Orchestra Sinfonica di Vienna (1995) e dall'Ensemble InterContemporain. Fu insignito, tra i vari premi e riconoscimenti ricevuti, dell'Ordine delle Arti e delle Lettere in Francia nel 1985, del Premio Kossuth, finanziato dallo stato ungherese, sia nel 1973 sia nel 1996 e del Premio musicale Léonie Sonning nel 2003. È stato docente presso la Scuola di Musica di Fiesole negli anni accademici 2005/2006 e 2008/2009. Le sue composizioni, pur non in gran numero, sono state eseguite da diverse orchestre di fama internazionale e, al 2018, si contano 48 numeri d'opera.

## Composizioni
Il suo stile musicale è decisamente riconducibile a quello del connazionale Béla Bartók e alla severa struttura formale di Anton Webern, compositore che egli scoprì durante la sua permanenza a Parigi. La cifra del suo lavoro può essere rintracciata nell'uso dell'eco che si dispiega sia all'interno dei brani sia fra un brano e l'altro, in un ampio gioco di rimandi e di allusioni. Fra le composizioni più importanti si possono citare Játékok ("Giochi", 1973), una raccolta di brani per pianoforte a due e/o quattro mani, prodotta dallo stesso autore in diverse trascrizioni e arrangiamenti; "…concertante…", op. 42 per violino, viola e orchestra; "Omaggio a Luigi Nono", op.16, dedicata al compositore italiano. La sua ultima opera di rilievo internazionale è "Samuel Beckett: Fin de partie, scènes et monologues, opéra en un acte" — dal dramma di Samuel Beckett — presentata al pubblico, in prima esecuzione mondiale, al Teatro alla Scala il 15 novembre 2018. Il musicologo Enrico Girardi ha accolto la prima opera lirica di Kurtág con queste parole: "Un capolavoro destinato a riscrivere la storia della musica odierna."

## Lista parziale di composizioni
- Op. 1 Quartetto d'archi No. 1 (1959)
- Op. 2 Quintetto a fiati (1959)
- Op. 3 Otto pezzi per piano (1960)
- Op. 4 Otto duo per violino e cimbalom (1961)
- Op. 5 Signs per viola (1961)
- Op. 13 Hommage a András Mihály per quartetto d'archi (1977–1978)
- Op. 14d Bagatelle per flauto, contrabbasso e piano (1981)
- Op. 15b The Little Predicament per ottavino, trombone e chitarra (1978)
- Op. 16 Omaggio a Luigi Nono (da poesie di Anna Achmatova e R. Dalos) per coro misto (1979)
- Op. 17 Messages of the Late R. V. Troussova per soprano e orchestra da camera (1976–1980)
- Op. 28 Officium breve in memoriam Andreae Szervánszky per quartetto d'archi (1988-1989)
- Op. 33 Stele per orchestra (1994)
- Op. 35a Hölderlin-Gesänge per baritono (1993–1997)
- Op. 36  … pas à pas - nulle part … poèmes de Samuel Beckett et maximes de Sébastien Chamfort  per baritono, trio d'archi e percussioni (1993-1998)
- Op. 41 Songs to Poems by Anna Achmatova per soprano e orchestra da camera (1997-in elaborazione)
- Op. 42 ...concertante... per violino, viola e orchestra (2003)
- Op. 43 Hipartita, per violino (2004)
- Op. 44 Six Moments Musicaux, per quartetto d'archi (2005)
- Op. 45 Triptic, per due violini (2007)
- Op. 46 Colindă Baladă, per coro e nove strumenti (2008)
- Op. 47 Brefs messages, per nove strumenti (2011)
- Op. 48 Samuel Beckett: Fin de partie, scènes et monologues, opéra en un acte (dal dramma di Samuel Beckett) per basso, baritono, contralto, tenore e orchestra (2018)

## Onorificenze
- Premio Internazionale Antonio Feltrinelli conferito nel 1993 dall'Accademia dei Lincei (Italia).[3]